# Hrabstwo Alpine (Wiktoria)

Hrabstwo Alpine na mapie stanu Wiktoria

Hrabstwo Alpine (ang. Alpine Shire) – obszar samorządu lokalnego (ang. local government area) położony w północno-wschodniej części stanu Wiktoria. Samorząd powstał w wyniku stanowej reformy samorządowej w 1994 roku z połączenia następujących hrabstw: Bright, Myrtleford oraz z części Beechworth, Oxley, Yackandandah i Omeo. 
Powierzchnia samorządu wynosi 5005 km² i liczy 12574 mieszkańców. Rada samorządu zlokalizowana jest w mieście Bright, złożona jest z siedmiu członków. 
Na obszarze hrabstwa zlokalizowane są dwa obszary niemunicypalne: Mount Hotham Alpine Resort i Falls Creek Alpine Resort, które są administrowane bezpośrednio przez władze stanowe. 
W celu identyfikacji samorządu Australian Bureau of Statistics wprowadziło czterocyfrowy kod dla Hrabstwo Alpine – 0110.